# Prikrivena homoseksualnost
Prikrivena ili latentna homoseksualnost je potisnuti oblik seksualne orijentacije prema suprotnom polu „zarobljen“ u jednom od perioda razvoja seksualnosti (najčešće adolescencije) kada se konačno formira seksualna orijentacija. Prema tome, prikrivena homoseksualnost, nije svestan odnos neke osobe o njegovoj erotskoj sklonosti prema pripadnicima istog pola i zato ta osoba, izraženo, ne ispoljava svoju homoseksualnu sklonost.
Prikriveni homoseksualci, živeći život koji im se ne sviđa, u okolnostima koje im nisu udobne, posmatrajući kako se u homofobičnoj sredini u kojoj odrastaju mit o njihovom seksualnom životu i seksualnoj orijentaciji ruši, oni jednostavno reaguju podsvešću a ne svešću. 
Ako neka LGBT osoba svesno, iz straha od homofobije ili iz drugih razloga, prikriva svoju erotsku sklonost, takvu osobu ne možemo proglasiti prikrivenim homoseksualcem jer je kod nje prisutna svest o sopstvenoj seksualnoj orijentaciji. 

## Istorija
Termin privremena-latentna homoseksualnost je izvorno predložio Sigmund Frojd u svojoj „opštoj teoriji neuroze“ (1917),uočivši tu pojavu kod nekih svojih pacijenata. Frojd prikrivenu homoseksualnost doživljava kao uzrok neuroze. Drugom prilikom Frojd navodi da je prikrivena homoseksualnost svojstvena svim ljudima, i to zasniva na teoriji univerzalno urođene biseksualnosti. Po Frojdu sva ljudska bića mogu nesvesno odabrati kao seksualni objekt osobu istog pola. Zato je po njemu, vezivanje polnih nagona za osobe istog pola jedan od mogućih činilaca u psihičkom životu, i pokretač psihičkih bolesti, kada prikrivena homoseksualnost ima veću ulogu u razvoju psihe nego veza sa suprotnim polom.
Tek je 1930. godine, Frојdov učenik Oto Fenihel ukazao da se pojavljuje sve veći broj pacijenata s neodređenim simptomima, kod kojih je očevidno da je u bolesni psihički proces uvučeno samo njihovo „Ja“.
Američki psihoterapeut Erih Erikson, u svojoj knjizi „Detinjstvo i društvo“, iz 1950, navodi da je naše današnje bavljenje problemom seksualnog identiteta nastupilo onda kada je ovaj identitet postao problematičan.

## Uzroci
Kao najčešći uzroci nastanka prikrivene seksualne orijentacije u literaturi se navode vaspitanje i homofobija. Homofobija autoritativnih porodica, za koje prihvatanje homoseksualne orijentacije i seksualno vaspitanje može biti zastrašujuće, čest je milje u kome adolescent odrasta i polno sazreva. U takvim uslovima oni su prinuđeni da nastave da žive kao heteroseksualci, venčavaju se sa suprotnim polom i imaju decu. 
Zato se ne tako često od prikrivenih homoseksualaca mogu u lekarskoj ordinaciji dobiti izjave poput ove: „Ja volim homoseksualnost, ali nikad nisam smeo sebi da dozvolim da budem homoseksualac“. 
Zato stid i izražena homofobija sredine od neke osobe stvara prikrivenog homoseksualca.
Suprotno ovome, duži boravak u istopolnoj sredini kao što su istopolne škole, zatvori, verska ili vojna služba, mogu doprineti da prikrivena homoseksualnost vrlo brzo postane manifestna. 

## Problemi
Stres identiteta i mentalno zdravlje
Čak i kad je ego prikrivenih homoseksualca dovoljno razvijen mogu nastati situacije u kojima njihovi racionalni pristupi rešavanju problema, povezanih sa seksualnom orijentacijom, nisu dovoljni. To se uvek događa; kada silina stimulacija nadmaši amortizacijsku snagu ega, odnosno kada on nije u stanju da odlaganjem uspostavi odgovarajuću kontrolu. A ta kontrola podrazumeva harmonično spajanje njihove seksualnosti sa ostalim delovima njihove ličnosti. Ako u tim situacijama prikriveni homoseksualac na otkrije svoj identitet psihička tenzija stalno raste i ako postane neizdržljivo visoka preti dezintegraciji ličnosti i ozbiljno oštećuje njihovo mentalno zdravlje.
Homofobija
Prikriveni homoseksualci često doživljavaju LGBT osobe kao pretnju, i često postaju i homofobične osobe, koje ugnjetavaju druge, jer su kroz život često i sami bili ugnjetavani. Na ovo je ukazalo istraživanje Ričarda Rajana profesora psihologije na Univerzitetu u Ročesteru. Po Ričardu „prikriveni homoseksualci ne prihvataju druge homoseksualce, zato što ne mogu da prihvate ni sami sebe“.
Impotencija
Ponekad se u svom životu prikriveni homoseksualci susreću sa impotencijom u odnosima sa suprotnim polom, nezadovoljni svojim seksualnim opredeljenjem. Ali najčešće će svoju prikrivenu homoseksualnost ispoljiti u susretu sa nekom od osoba istog pola, koja im sve više postaje privlačna. 
Zloupotreba alkohola
Brojni analitičari opisuju kako prikrivena seksualnost može biti i uzrok alkoholizma. Takva osoba beži u alkohol kako bi razblažila svoju psihičku patnju zbog neispoljene (latentne) homoseksualnosti, koja je za tu osobu, zbog snažne homofobije sredine nespojiva sa prihvaćenim društvenim normama. 
Ako se kod takve osobe razvije prejak osećaj teskobe pokreću se mehanizmi ego odbrane: sublimacija homoseksualnosti u prijateljstva sa istim polom ili njeno snažno potiskivanje. 
Prikriveni homoseksualci, alkoholičari sa fiksacijom ili regresijom na faličko-edipalnu fazu, su napredovali dalje od homoseksualnog ljubavnog prema heteroseksualnom i ne uspevaju izbeći konflikte koji se javljaju u toj fazi razvoja. Oni nisu u stanju izaći na kraj sa pojavom seksualnih osećaja prema majci. Ponovno prolaze kroz teškoće sa autoritativnim osobama sličnim onima koje su ih opsedale u vreme kada su ljubomora i nemoć bile karakteristika njihovih osjećaje prema očevima.
Glavni mehanizam ego odbrane u alkoholizmu prikrivenog homoseksualca se sastoji i u potiskivanju osećaja koji uzrokuju bol i konflikt i u nastajanju histeričnog karaktera ili histeričnih simptoma. Taj tip alkoholičara je ljubazan, prijateljski, ima mnogo površnih odnosa sa drugima, sklon je tegobama. Pokornost takvih osoba jedva prikriva potiskivanu ljutnju, buntovnost, strah od seksualne neadekvatnosti, slabo samopoštovanje, kompenzacijsku hiperaktivnost i kompetitivnost.
Samoubistvo, depresija, narkomanija
Na osnovu pokazatelja iz brojnih studija, mlade osobe, zbog odbijanja i nerazumevanja porodice prema njihovoj istopolnoj sklonosti tokom adolescencije su; 8,4 puta sklonije da pokušaju samoubistvo, 5,9 puta sklonije ka težem obliku depresije, 3,4 puta sklonije da koriste nedozvoljene supstance ili drogu, i 3,4 puta sklonije nezaštićenim seksualnim odnosima i bežanje od kuće, u poređenju sa vršnjacima iz porodica koje imaju visok stepen prihvatanja , ili nizak nivo porodičnog odbijanja prema LGBT srodnicima.

## Literatura
- Gergen, Kenneth J. (1985). „The social constructionist movement in modern psychology”. American Psychologist. 40 (3): 266—275. doi:10.1037/0003-066X.40.3.266.
- Remafedi, G. (1987). „Adolescent homosexuality: psychosocial and medical implications”. Pediatrics. 79 (3): 331—337. PMID 3822632. doi:10.1542/peds.79.3.331.
- Pediatrics. „Sexual Orientation and Adolescents”. Архивирано из оригинала 30. 08. 2008. г., Klinički izveštaj Američke pedijatrijske akademaije.
- Gergen, K. J. (октобар 2001). „Psychological science in a postmodern context.”. Am Psychol. 56 (10): 803—13. PMID 11675987. doi:10.1037/0003-066X.56.10.803.
- Haldeman, Douglas C. (1994). „The practice and ethics of sexual orientation conversion therapy”. Journal of Consulting and Clinical Psychology. 62 (2): 221—227. PMID 8201058. doi:10.1037/0022-006X.62.2.221.
- Brown, L. S (1996). „Ethical concerns with sexual minority patients.”.  Ур.: R. P. Cabaj & T. S. Stein. Недостаје или је празан параметар |title= (помоћ). Textbook of homosexuality and mental health (pp. 887-916). Washington, DC: American Psychiatric Press.
- Evans, David T (1993). Sexual Citizenship: The Material Construction of Sexualities. London: Routledge, 1993.
- Fergusson, D. M., Horwood, L. J. & Beautrais, A. L. Fergusson, D. M., Horwood, L. J. & Beautrais, A. L. (19 9 9) (19 9 9) Is sexual orientation related to mental health Is sexual orientation related to mental health problems and suicidality in young people? Problems and suicidality in young people? Archives of Archives of General Psychiatry General Psychiatry, 5 65 6, 876-880
- Goffman, E (1963). Stigma: Notes on the management of spoiled identity. Englewood Cliffs, N.J.: Prentice-Hall.
- Link, B. G., & Phelan, JC (2001). „Conceptualizing stigma”. Annual Review of Sociology. 27: 363—385. doi:10.1146/annurev.soc.27.1.363.

## Spoljašnje veze
- Neprijateljstvo i diskriminacija homoseksualnih osoba